# マメヅタラン属
マメヅタラン属(Bulbophyllum)は、ラン科の着生植物の群である。世界に1000種以上もある、極めて大きな属である。

## 特徴
マメヅタラン属に属する種は、着生に適応した特殊な形態を持つ。概して小型であるが、大きいものは葉の長さが1mを超える。花も小さいものが多いものの、大きいもの、多数を並べるものと様々。形態的にはきわめて多様であり、鑑賞用に栽培されるものもある。
匍匐茎を這わせ、まばらに根を出して岩や樹木に着生する。匍匐茎には間をおいて丸っこい偽球茎をつける。葉は偽球茎の先端に1枚(または2枚）つき、その間に関節がある。
花は偽球茎の側面から出た枝の先に一つだけつくか、総状か散状につく。花は小型か中型。花弁は総じて小さい。また一般のランでは発達している唇弁はごく小さくて反り返る。その代わりに下両側の二弁がやや発達する傾向がある。花粉塊は四個で蝋質、付属物はない。
それ以外の部分については様々で、外見上の特徴はきわめて多様。花被の上側のものは花弁と同程度に小さい例も多いが、大きく発達する例もある。萼の下側一対はよく発達し、左右に分かれるか、往々にして基部でくっついて先端に向かって下から受けるようになる。種によってはこれが大きく発達し、長く伸びる。花弁に毛状などの付属物を持つものもある。
また、これらの花弁やその付属物の基部に関節があり、軽い風にも揺れ動くものがある。色は赤・紫から黄色など様々だが、総じて派手な色合いのものは少ない。香りのよいものもあるが、悪臭を放ち、ハエを誘引すると考えられているものもある。

## 分布
アジアの熱帯域を中心に、アメリカ、アフリカ、オーストラリアに分布がある。この属は、東南アジア・アフリカ・南アメリカという世界の三大熱帯域のすべてに分布するという点で、他に例の少ないものである。
種分化の中心は東南アジアにあり、特にニューギニアには約400種と最大の種数がある。

## 分類
日本には以下の種を産する。このうちで上三種はいずれも小型種で、比較的普通に見られる。なお、側萼片が互いに癒合して長く伸び、そのような花を花茎の先端に輪生状につけるものをシコウラン属(Cirrhopetarum)とすることもある。
- マメヅタラン B. drymoglossum Maxim.
- ムギラン B. inconspicuum Maxim.
- ミヤマムギラン B. japonicum (Makino) Makino
- シコウラン B. macraei (Lindl.) Reichb. fil.
- オガサワラシコウラン B. boninensis Makino
- クスクスラン B. affine Lindl.

## 利用
日本産のものは小型であまり目立たないものが多い。それでも栽培のための採集が多く、個体数は多くない。ただ、あまり頑張って栽培もされない。その中ではミヤマムギランの斑入りはやや注目されている。
この属の大部分は熱帯域に分布するが、それらの中には洋ランとして栽培されるものもあり、それらは学名仮名読みでバルボフィラムと呼ばれる。シコウラン属を分ける場合はこれをシルホペタルムと呼ぶ。
以下に、代表的な種をあげておく。
- B. carunculatum　カルンキュラタム
- B. medusae　メデューサエ
- B. lobbii　ロビー
- B. rothschildianum　ロスチャイルディアナム
- B. wendlandianum　ウェンドランディアナム